# Blue in the Face
Blue in the Face (bra: Sem Fôlego) é uma comédia cinematográfica estadunidense de 1995 dirigida e escrita por Wayne Wang e Paul Auster e estrelado por Harvey Keitel, Madonna, Giancarlo Esposito, Roseanne Barr, Michael J. Fox, Lily Tomlin, Mira Sorvino, Lou Reed e Jim Jarmusch.

## Elenco
- Lou Reed  .... Homem de óculos estranhos
- Michael J. Fox .... Pete Maloney
- Roseanne Barr .... Dot
- Mel Gorham .... Violet
- Jim Jarmusch .... Bob
- Madonna .... Cantora de telegrama
- Lily Tomlin .... Waffle Eater
- Jared Harris .... Jimmy Rose
- Giancarlo Esposito .... Tommy Finelli
- José Zuniga .... Jerry
- Rupaul .... Líder de dança